# Apartamentul (film din 2004)
Apartamentul este un film românesc din 2004 regizat de Constantin Popescu. Rolurile principale au fost interpretate de actorii Nicodim Ungureanu, Laura Ilica, Dana Nedelcu.

## Distribuție
- Laura Ilica
- Nicodim Ungureanu
- Dana Nedelcu